# Sangha
Buddhismens klostervæsen. Sangha'en består af munke og nonner (bhikkhu-sangha og bhikkhuni-sangha), men kan også være en betegnelse for gode buddhister (ariya-sangha, "de ædle").
Begrebet dækker dog ofte også menigheden som helhed.